# I Prevail
I Prevail — американская метал-группа, созданная в Саутфилд, штат Мичиган, в 2014 году. Выпуск их дебютного EP Heart Vs. Mind был 26 января 2015 года. Обрели наибольшую популярность после опубликования кавера на песню Taylor Swift — «Blank Space» на YouTube 1 декабря 2014 года. Кавер также был выпущен на Fearless Records' Punk Goes Pop Vol. 6 в качестве бонус трека. Группа выпустила свой дебютный альбом 21 октября 2016 года, названный Lifelines.

## История

### Формирование, прорыв,Heart Vs. MindEP (2014—2016)
I Prevail был сформирован в конце 2013 года. Немного позже группа начала работу над их первым EP. 1 декабря 2014 года группа опубликовала кавер на песню Taylor Swift — «Blank Space» на YouTube. Она достигла отметки 90 в Billboard топ 100 и 23 позиции в US Mainstream Rock Songs чарте. В марте 2018, видео набрало более 43 миллионов просмотров. 10 декабря 2014 года группа выпустила первые два трека из EP, «Love, Lust, and Liars» и «The Enemy». Группа выпустила свой дебютный EP, Heart Vs. Mind, 26 января 2015 года. 12 марта 2015 года ритм-гитарист Джордан Бергер покинул группу из за других обязательств. Группа пополнила состав членами тура Тони Кампосео (бас-гитара) и Дилан Боумен (ритм-гитара), которые впоследствии стали полноценными членами группы. Группа отправилась в туры Heart Vs. Mind Tour и the Massive Addictive Tour. 24 июня 2015 года они объявили о летнем туре под названием The Crossroads tour. Группа выступала на открытии концерта Crown the Empire и Hollywood Undead осенью 2015 в туре Day of The Dead Tour, а также на открытии Pop Evil в декабре.

### Lifelinesи туры (2016 — настоящее время)
В марте 2016 года группа анонсировала свой главный тур Strike the Match Tour, с специальными гостями The White Noise, My Enemies and I, and Bad Seed Rising на протяжении лета. Группа так же выпустила 30-секундный инструментальный музыкальный клип в соц. сетях из их предстоящего альбома. 20 июня, группа представила название своего нового альбома, Lifelines, и 21 июля анонсировала, что он будет доступен 20 октября. Первый сингл из альбома, «Scars», был выпущен 1 июля.
19 июля I Prevail анонсировала через соц. сети, что они будут поддерживать Pierce the Veil наряду с Neck Deep в туре the Journey’s Made to Destroy Tour осенью 2016 года.
14 августа группа выпустила второй сингл из альбома «Stuck in Your Head».
28 сентября группа выпустила свой третий сингл «Come and Get It» через Short.Fast.Loud, Australian-based punk и hardcore radio show на молодёжной радиостанции Triple J.
В декабре 2016 года Тони покинул группу, сфокусировавшись на продюсировании музыки.
22 марта 2017 года I Prevail подтвердили своё участие в туре Vans Warped Tour 2017.
В конце марта, начале апреля 2017 года, группа провела свой первый международный тур, который включал шоу по всей Австралии.
Ли больше не гастролировал с группой в течение месяца, что привело к предположению, что он больше не состоял в ней. Позднее I Prevail обновили свою страницу в Facebook, написав, что Ли больше не участник группы. Вскоре группа приняла Гейб Хельгера в качестве гастролирующего барабанщика.
8 августа 2017 года I Prevail анонсировала крупный осенне-зимний тур с The Word Alive, We Came As Romans, и Escape The Fate. Брайан (чистый вокал) взял перерыв во время данного тура из за серьёзной травмы голосовых связок, его временно подменил Дилан.
15 мая 2025 года группа объявила об уходе Брайана Буркейзера из группы.

## Состав
| Нынешний состав - Эрик Ванлерберг — скриминг (2013-н.в.) - Стив Меноян — соло-гитара (2013-н.в.); студийный бас-гитарист (2014—2015; 2017-н.в.) - Дилан Боуман — ритм-гитара, бэк-вокал (2015-н.в.) - Гейб Хельгера — ударные (2017-н.в., гастроли 2017–2019) Бывшие участники - Брайан Буркейзер — чистый вокал (2013—2025) - Джордан Бергер — ритм-гитара, бэк-вокал (2013—2015) - Ли Ранстед — ударные (2013—2017) - Тони Кампосео — бас-гитара (2015—2016) Ныненшние гастролирующие участники - Джон Эберхард - бас-гитара (2023-н.в.) Бывшие гастролирующие участники - Эли Кларк — бас-гитара (2016-2019) |

## Дискография

### Студийные альбомы
- Lifelines (2016)
- TRAUMA (2019)
- True Power (2022)

### Мини-альбомы
- Heart Vs. Mind (2014)

### Синглы
| Год  | Сингл                   | Peak chart positions | Peak chart positions | Peak chart positions | Сертификации | Альбом         |
| Год  | Сингл                   | US                   | US Rock              | US Main.             | Сертификации | Альбом         |
| ---- | ----------------------- | -------------------- | -------------------- | -------------------- | ------------ | -------------- |
| 2014 | "Blank Space"           | 90                   | 9                    | 23                   | - RIAA: Gold | Heart vs. Mind |
| 2014 | "Love, Lust, and Liars" | —                    | —                    | —                    |              | Heart vs. Mind |
| 2014 | "The Enemy"             | —                    | —                    | —                    |              | Heart vs. Mind |
| 2016 | "Scars"                 | —                    | 39                   | —                    |              | Lifelines      |
| 2016 | "Stuck in Your Head"    | —                    | 40                   | 36                   |              | Lifelines      |
| 2016 | "Come and Get It"       | —                    | —                    | —                    |              | Lifelines      |
| 2016 | "Alone"                 | —                    | 25                   | 6                    |              | Lifelines      |
| 2017 | "Lifelines"             | —                    | —                    | 11                   |              | Lifelines      |
| 2019 | "Bow Down"              | —                    | 32                   | —                    |              | Trauma         |
| 2019 | "Breaking Down"         | —                    | 27                   | 9                    |              | Trauma         |
| 2019 | "Paranoid"              | —                    | 49                   | —                    |              | Trauma         |
| 2019 | "Hurricane"             | —                    | 47                   | —                    |              | Trauma         |

### Музыкальные клипы
| Год  | Песня                   | Режиссёр       | Прим. |
| ---- | ----------------------- | -------------- | ----- |
| 2014 | «Blank Space»           | I Prevail      |       |
| 2014 | «Love, Lust, and Liars» | Sam Link       |       |
| 2014 | «The Enemy»             | Sam Link       |       |
| 2015 | «Crossroads»            | Alan Leford    |       |
| 2016 | «Scars»                 | Max Moore      |       |
| 2016 | «Stuck In Your Head»    | Drew Russ      |       |
| 2017 | «Come And Get It»       | Kurt Mackey    |       |
| 2017 | «Lifelines»             | Caleb Mallery  |       |
| 2017 | «Alone»                 |                |       |
| 2017 | «Already Dead»          | Samuel Halleen |       |

## Награды и номинации
Underground Interviews Awards
| Год  | Номинируемая работа | Категория         | Результат |
| ---- | ------------------- | ----------------- | --------- |
| 2016 | Lifelines           | Album of the Year | Номинация |

### Loudwire Music Awards
| Год  | Номинируемая работа | Категория                  | Результат |
| ---- | ------------------- | -------------------------- | --------- |
| 2017 | Alone               | Hard Rock Song of the Year | Победа    |